# Korama
Die Korama ist ein rund 125 Kilometer langes Wadi im Süden der Region Zinder in Niger.

## Verlauf und Charakteristik
Der Ursprung des Wadis liegt im Gemeindegebiet von Sassoumbroum. Die Korama ist ein endogenes System. Der den Fluss speisende Grundwasserleiter wird durch Perkolation durch die durchlässigen Böden im Flachland und den umgebenden Abhängen mit Wasser angereichert. Das Wadi weist über seine gesamte Länge ein einen knappen halben Kilometer breites Überschwemmungsgebiet auf, das nur für vier bis sechs Wochen im Jahr geflutet ist.
Das Flussbett beschreibt einen Bogen, der zunächst durch Kwaya und Bandé bis zur Landgemeinde Dogo im Nordosten verläuft. Dort befindet sich die Forêt classée de Korama, ein 900 Hektar großer und 1952 unter Naturschutz gestellter Palmenhain. Die Korama schwenkt nun Richtung Südosten und erreicht nach Wacha und Dungass die Landgemeinde Malawa, wo sie im sandigen Boden der Sahelzone endet.
Die wichtigsten Zuflüsse der Korama sind die Machaya und der Zermou, die ihren Ursprung im Norden haben.

## Korama-Becken
Das Korama-Becken, kurz auch die Korama genannt, ist ein System aus mehreren Wadis und Niederungen, das sich durch die Departements Kantché, Magaria und Mirriah zieht. Der niedrige Grundwasserspiegel von zwei bis zehn Metern Tiefe und das Vorhandensein zahlreicher kleiner Teiche begünstigen die Bewässerungsfeldwirtschaft. Die Überbeanspruchung der Böden auf Grund zunehmender menschlicher Besiedlung im Umfeld der Großstadt Zinder wirkte sich jedoch negativ auf die Bodenqualität aus. Auch der natürliche Baumbestand aus Affenbrotbäumen und Anabäumen ist im Schwinden begriffen.
Auch wenn das Wadi Korama heute nicht mehr oberirdisch in den Tschadsee entwässert, liegt es doch geografisch im Komadugu Yobe Einzugsgebiet. Auf Satellitenfotos lassen sich der ehemalige Flussverlauf und die Mündung in den Nguru-See erkennen.